# Arabische pseudosnapper
De Arabische pseudosnapper (Scolopsis ghanam) is een straalvinnige vissensoort uit de familie van valse snappers (Nemipteridae). De wetenschappelijke naam van de soort is voor het eerst geldig gepubliceerd in 1775 door Forsskål.